# Transistor de contacte

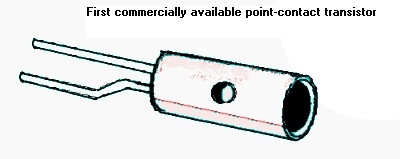
Un dibuix del primer transistor de contacte disponible comercialment

El transistor de contacte va ser el primer tipus de transistor que es va poder demostrar amb èxit. Va ser desenvolupat pels científics de recerca John Bardeen i Walter Brattain als laboratoris Bell el desembre de 1947. Van treballar en un grup dirigit pel físic William Shockley. El grup havia estat treballant conjuntament en experiments i teories d'efectes de camp elèctric en materials d'estat sòlid, amb l'objectiu de substituir els tubs de buit per un dispositiu més petit que consumís menys energia.

## Història

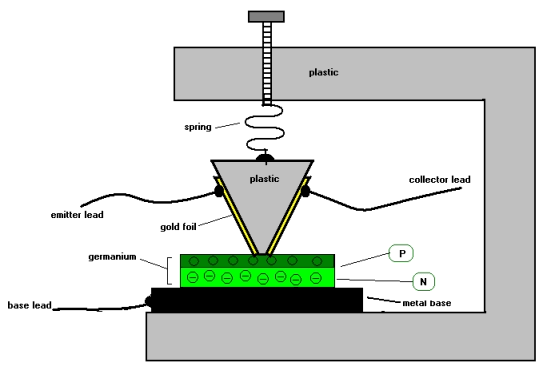
Dibuix bàsic d'un transistor de contacte

L'experiment crític, realitzat el 16 de desembre de 1947, consistia en un bloc de germani, un semiconductor, amb dos contactes d'or molt espaiats sostinguts contra ell per una molla. Brattain va enganxar una petita tira de paper d'or sobre el punt d'un triangle de plàstic d'un cert gruix: una configuració que és essencialment un díode de contacte. A continuació, va tallar amb cura l'or a la punta del triangle. Això va produir dos contactes d'or aïllats elèctricament molt propers.
El tros de germani utilitzat tenia una capa superficial amb un excés d'electrons. Quan un senyal elèctric recorria la làmina d'or, injectava forats (punts que no tenen electrons). Això creava una capa fina que tenia una escassetat d'electrons.
Un petit corrent positiu aplicat a un dels dos contactes tenia una influència sobre el corrent que fluïa entre l'altre contacte i la base sobre la qual es muntava el bloc de germani. De fet, un petit canvi en el corrent del primer contacte provocava un canvi més gran en el corrent del segon contacte, per tant es produïa una amplificació. El primer contacte és l'"emissor" i el segon contacte és el "col·lector". El terminal d'entrada de corrent baix al transistor de contacte és l'emissor, mentre que els terminals d'alt corrent de sortida són la base i el col·lector. Això difereix del tipus de transistor de unió bipolar posterior inventat el 1951 que funciona com encara ho fan avui els transistors, amb el terminal d'entrada de corrent baix com a base i els dos terminals d'alt corrent de sortida són l'emissor i el col·lector.
El Transistor de Western va ser comercialitzat i venut per Western Electric i altres, però aviat va ser substituït pel transistor bipolar d'unió, més fàcil de fabricar i resistent

## Conformació
Si bé els transistors de contacte normalment funcionaven bé quan els contactes metàl·lics es col·locaven junts simplement sobre el vidre base de germani, era desitjable obtenir un guany de corrent α el més alt possible.
Per obtenir un guany de corrent α més elevada en un transistor de contacte, s'utilitzava un breu impuls d'alta intensitat per modificar les propietats del punt de contacte del col·lector, una tècnica anomenada 'conformació elèctrica'. Normalment es feia carregant un condensador d'un valor alt a una tensió determinada i després es descarregava entre els elèctrodes col·lector i base. Aquesta tècnica tenia una taxa d'errors important, de manera que s'havien de descartar molts transistors ja encapsulats. Si bé els efectes de la conformació s'entenien empíricament, la física exacta del procés mai es va poder estudiar adequadament i, per tant, no es va desenvolupar una teoria clara per explicar-la ni es va arribar a proporcionar cap orientació de com millorar-la.
A diferència dels dispositius semiconductors posteriors, hi ha la possibilitat que un aficionat pugui fabricar un transistor de contacte, a partir d'un díode de contacte de germani com a matèria primera (fins i tot es pot utilitzar un díode cremat i el transistor es pot tornar a fabricar si s'espatlla, diverses vegades si cal)

## Característiques
Algunes característiques dels transistors de contacte difereixen del transistor d'unió posterior:
- El guany de corrent de base comú (o α) d'un transistor de contacte és al voltant de 2 a 3, mentre que el guany α del transistor d'unió bipolar (BJT) no pot superar 1. En canvi el guany de corrent d'emissor comú (o β) d'un transistor de contacte no pot ser superior a 1, mentre que el guany β d'un BJT està normalment entre 20 i 200.
- Resistència negativa diferencial.
- Quan s'utilitzen en el mode saturat en lògica digital, en alguns dissenys de circuits (però no en tots) queden bloquejats en estat de conducció, fent necessari desconectar-los durant un temps curt a cada cicle de màquina per tornar-los a l'estat de no-conducció